# John Spencer-Churchill, XI duca di Marlborough
John George Vanderbilt Henry Spencer-Churchill, XI duca di Marlborough (Abingdon-on-Thames, 13 aprile 1926 – Woodstock, 16 ottobre 2014), è stato un nobile britannico.

## Biografia

### Infanzia
Lord John era figlio del tenente colonnello John Spencer-Churchill, X duca di Marlborough e dell'onorevole Lady Alexandra Mary Cadogan, nipote di Lord George Cadogan, V conte Cadogan.

### Carriera
Alla morte di suo padre, nel 1972, Lord George gli successe come Duca di Marlborough e membro della Camera dei Lords; è parente di Peregrine Cavendish, XII duca di Devonshire, che inoltre lo precede nellOrdine di Precedenza del Regno Unito, e cugino di terzo grado del celeberrimo Sir Winston Churchill, già Primo Ministro del Regno Unito durante la seconda guerra mondiale; è quindi lontano parente di Lady Diana Spencer, figlia del Conte Spencer e consorte del principe Carlo di Galles. Ha inoltre ricoperto la carica di giudice di pace e di Deputy Lieutenant dell'Oxfordshire.

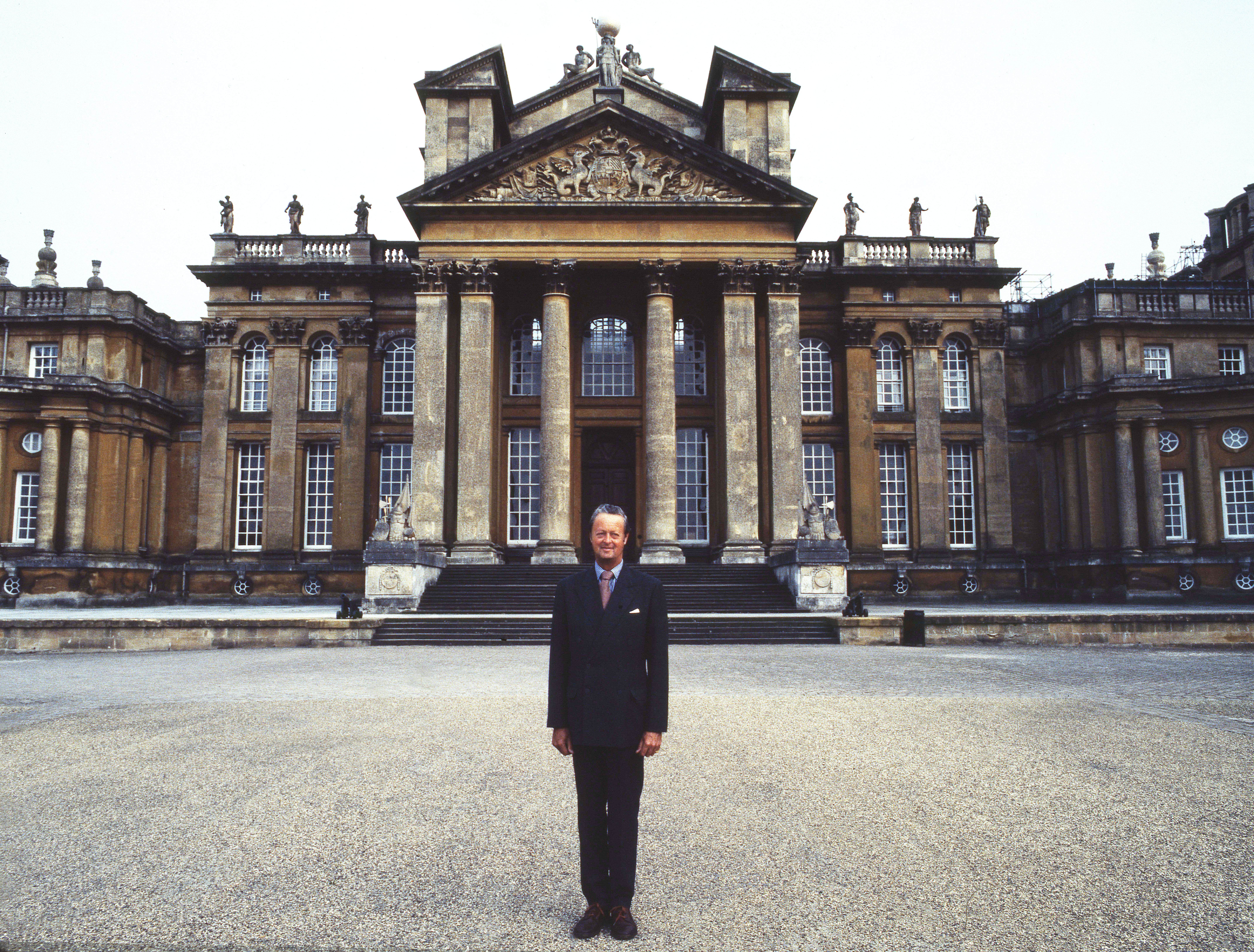
Il Duca di Marlborough a Blenheim Palace

La principale sede del Duca è Blenheim Palace, a Woodstock, nell'Oxfordshire, il celebre palazzo che fu costruito da uno degli avi di Lord John, l'omonimo John Churchill, I duca di Marlborough. Il Duca è inoltre stimato dal Sunday Times Rich List 2004 uno degli uomini più ricchi d'Inghilterra, con un patrimonio stimato di 185 milioni di sterline. Inoltre sponsorizzò il regista Kenneth Branagh per la produzione del suo film, Hamlet, che fu girato nel palazzo ducale di Blenheim, impegnando anche un piccolo cammeo di famiglia nella produzione del film.

### Matrimoni
Il 19 ottobre 1951 sposò Susan Mary Hornby, figlia di Michael Charles St. John Hornby e di Nicolette Joan Ward, a sua volta figlia di William Ward, II conte di Dudley; divorziarono nel 1961 e precedentemente avevano avuto tre figli.
Nel 1961 si risposò con Athina Onassis, nata Livanou, già moglie di Aristotele Onassis e figlia di Stavros Livanos; il Duca divorziò nuovamente dieci anni dopo senza che il matrimonio avesse dato frutti; così il 20 maggio 1972 si risposò con la contessa svedese Rosita Douglas, figlia dell'ambasciatore conte Carl Ludwig Douglas e di Ottora Maria Haas-Heye, e cognata del Duca Max in Baviera (quindi anche zia della principessa Sofia di Baviera moglie dell'attuale erede al trono del Principato di  Liechtenstein) ; la coppia divorziò nel 2008, dopo aver avuto tre figli.
Il 3 dicembre 2008 il Duca ha preso moglie per la quarta volta, nella cappella privata di Blenheim; l'ultima consorte di Lord John è stata Mrs. Lily Mahtani, nata Sahni (1957), già consorte di Ratan Mahtani, un ricco uomo d'affari indiano espatriato; i tre figli che Mrs. Lily ha avuto durante il primo matrimonio, pur essendo stati formalmente adottati dal Duca sono esclusi dalla linea di successione al titolo.

### Ultimi anni e morte

Lord John fotografato da Allan Warren

È stato, fino al decesso avvenuto nel 2014 all'età di 88 anni, presidente della Fondazione Storica di Blenheim Palace ed è Balivo di Gran Croce del Venerabile ordine di San Giovanni.

## Discendenza
Il Duca di Marlborough si è sposato quattro volte:
- Dal primo matrimonio con Susan Mary Hornby sono nati:
  - John David Ivor Spencer-Churchill, conte di Sunderland (1952-1955);
  - James Spencer-Churchill, XII duca di Marlborough  (1955);
  - Lady Henrietta Mary Spencer-Churchill (1958).
- Con Athina Livanou, sua seconda moglie, non ha avuto figli.
- Dall'unione con Rosita Douglas, sua terza consorte, ha avuto:
  - Lord Richard Spencer-Churchill (nato e morto nel 1973);
  - Lord Edward Albert Spencer-Churchill (1974);
  - Lady Alexandra Elizabeth Spencer-Churchill (1977).
- Dalla quarta unione con Lily Mahtani non sono nati figli. Il Duca ha legalmente adottato i figli della consorte, che sono però esclusi dalla linea di successione al ducato.

## Titoli e trattamento
- 1926 – 1934: Il Conte di Sunderland
- 1934 – 1972: Il Marchese di Blandford
- 1972 – 2014: Sua Grazia, il Duca di Marlborough

## Albero genealogico
|                                                      |                                     |                                     | Genitori                               |  |  | Nonni |  |  | Bisnonni                                              |  |  | Trisnonni                                           |  |
|                                                      |                                     |                                     |                                        |  |  |       |  |  | 8. George Spencer-Churchill, VIII duca di Marlborough |  |  | 16. John Spencer-Churchill, VII duca di Marlborough |  |
|                                                      |                                     |                                     |                                        |  |  |       |  |  | 8. George Spencer-Churchill, VIII duca di Marlborough |  |  | 16. John Spencer-Churchill, VII duca di Marlborough |  |
|                                                      |                                     | 17. Lady Frances Anne Vane          |                                        |  |  |       |  |  | 8. George Spencer-Churchill, VIII duca di Marlborough |  |  |                                                     |  |
| 4. Charles Spencer-Churchill, IX duca di Marlborough |                                     |                                     |                                        |  |  |       |  |  | 8. George Spencer-Churchill, VIII duca di Marlborough |  |  |                                                     |  |
|                                                      |                                     | 9. Lady Albertha Hamilton           | 18. James Hamilton, I duca di Abercorn |  |  |       |  |  |                                                       |  |  |                                                     |  |
|                                                      |                                     | 9. Lady Albertha Hamilton           | 18. James Hamilton, I duca di Abercorn |  |  |       |  |  |                                                       |  |  |                                                     |  |
|                                                      |                                     | 9. Lady Albertha Hamilton           | 19. Lady Louisa Jane Russell           |  |  |       |  |  |                                                       |  |  |                                                     |  |
| 2. John Spencer-Churchill, X duca di Marlborough     |                                     | 9. Lady Albertha Hamilton           |                                        |  |  |       |  |  |                                                       |  |  |                                                     |  |
|                                                      |                                     | 10. William Kissam Vanderbilt       | 20. William Henry Vanderbilt           |  |  |       |  |  |                                                       |  |  |                                                     |  |
|                                                      |                                     | 10. William Kissam Vanderbilt       | 20. William Henry Vanderbilt           |  |  |       |  |  |                                                       |  |  |                                                     |  |
|                                                      |                                     | 10. William Kissam Vanderbilt       | 21. Maria Louisa Kissam                |  |  |       |  |  |                                                       |  |  |                                                     |  |
| 5. Consuelo Vanderbilt                               |                                     | 10. William Kissam Vanderbilt       |                                        |  |  |       |  |  |                                                       |  |  |                                                     |  |
|                                                      |                                     | 11. Alva Erskine Smith              | 22. Murray Forbes Smith                |  |  |       |  |  |                                                       |  |  |                                                     |  |
|                                                      |                                     | 11. Alva Erskine Smith              | 22. Murray Forbes Smith                |  |  |       |  |  |                                                       |  |  |                                                     |  |
|                                                      |                                     | 11. Alva Erskine Smith              | 23. Phoebe Ann Desha                   |  |  |       |  |  |                                                       |  |  |                                                     |  |
| 1. John Spencer-Churchill, XI duca di Marlborough    |                                     | 11. Alva Erskine Smith              |                                        |  |  |       |  |  |                                                       |  |  |                                                     |  |
|                                                      | 12. George Cadogan, V conte Cadogan | 24. Henry Cadogan, IV conte Cadogan |                                        |  |  |       |  |  |                                                       |  |  |                                                     |  |
|                                                      | 12. George Cadogan, V conte Cadogan | 24. Henry Cadogan, IV conte Cadogan |                                        |  |  |       |  |  |                                                       |  |  |                                                     |  |
|                                                      | 12. George Cadogan, V conte Cadogan | 25. Mary Wellesly                   |                                        |  |  |       |  |  |                                                       |  |  |                                                     |  |
| 6. Henry Cadogan, visconte Chelsea                   | 12. George Cadogan, V conte Cadogan |                                     |                                        |  |  |       |  |  |                                                       |  |  |                                                     |  |
|                                                      |                                     | 13. Lady Beatrix Craven             | 26. William Craven, II conte di Craven |  |  |       |  |  |                                                       |  |  |                                                     |  |
|                                                      |                                     | 13. Lady Beatrix Craven             | 26. William Craven, II conte di Craven |  |  |       |  |  |                                                       |  |  |                                                     |  |
|                                                      |                                     | 13. Lady Beatrix Craven             | 27. Lady Emily Mary Grimston           |  |  |       |  |  |                                                       |  |  |                                                     |  |
| 3. The Hon. Alexandra Cadogan                        |                                     | 13. Lady Beatrix Craven             |                                        |  |  |       |  |  |                                                       |  |  |                                                     |  |
|                                                      |                                     | 14. Henry Sturt, I barone Alington  | 28. Henry Sturt                        |  |  |       |  |  |                                                       |  |  |                                                     |  |
|                                                      |                                     | 14. Henry Sturt, I barone Alington  | 28. Henry Sturt                        |  |  |       |  |  |                                                       |  |  |                                                     |  |
|                                                      |                                     | 14. Henry Sturt, I barone Alington  | 29. Lady Charlotte Penelope            |  |  |       |  |  |                                                       |  |  |                                                     |  |
| 7. The Hon. Cecilia Mildred Sturt                    |                                     | 14. Henry Sturt, I barone Alington  |                                        |  |  |       |  |  |                                                       |  |  |                                                     |  |
|                                                      |                                     | 15. Lady Augusta Bingham            | 30. George Bingham, III conte di Lucan |  |  |       |  |  |                                                       |  |  |                                                     |  |
|                                                      |                                     | 15. Lady Augusta Bingham            | 30. George Bingham, III conte di Lucan |  |  |       |  |  |                                                       |  |  |                                                     |  |
|                                                      |                                     | 15. Lady Augusta Bingham            | 31. Lady Anne Brudenell                |  |  |       |  |  |                                                       |  |  |                                                     |  |
|                                                      |                                     | 15. Lady Augusta Bingham            |                                        |  |  |       |  |  |                                                       |  |  |                                                     |  |